# Anna Kellnerová
Anna Kellnerová (* 26. listopadu 1996 Praha) je česká parkurová jezdkyně, dvojnásobná mistryně České republiky v parkurovém skákání v kategorii juniorů a dvojnásobná mistryně ČR v kategorii mladých jezdců. Od roku 2017 nastupuje v celosvětové sérii Global Champions, nejdříve v barvách Berlin Lions, se kterými vybojovala 3. místo v londýnském kole. V sezoně 2018 vyhrála s týmem Prague Lions druhé kolo v Miami a pomohla k třetí příčce stejného družstva v Římě.
Při mezinárodních závodech Prague Cup 2021 zvítězila s českým týmem ve složení Anna Kellnerová, Aleš Opatrný, Kamil Papoušek a Ondřej Zvára v Poháru národů. Kvalifikovala se na Letní olympijské hry 2020 v Tokiu.

## Rodina a soukromý život
Anna Kellnerová je dcerou českého podnikatele Petra Kellnera, zakladatele a majoritního akcionáře mezinárodní investiční společnosti PPF, a jeho druhé manželky Renáty Kellnerové. Má dvě mladší sestry: Laru Kellnerovou (* 2000) a Marii Isabellu Kellnerovou (* 2006), a polorodého bratra Petra Kellnera ml. (* 1991) z otcova předchozího vztahu. 
Od konce podzimu 2017 do začátku jara 2023 byla ve vztahu s podnikatelem a miliardářem Danielem Křetínským.

## Jezdecká kariéra
Jezdectví se věnovala od svého dětství, závodní licenci získala ve dvanácti letech. Startuje za Czech Equestrian Team.
V roce 2009 absolvovala tréninkovou stáž s britským trenérem Kennethem Clawsonem. V roce 2011 se jejím trenérem stal úspěšný parkurový jezdec Marek Javorský, od roku 2015 trénuje s trenérkou Jessicou Kürten.
Poprvé získala titul mistryně ČR s koněm Zonny v roce 2012 v kategorii juniorů, družstva. V roce 2013 již získala český juniorský mistrovský titul v jednotlivcích s koněm Curley Sue a v roce 2014 a 2015 přidala další vítězství z mistrovství republiky, tentokrát již v kategorii mladých jezdců, a to v sedle valacha Bacara de la Ferme Blanche.
Účastnila se zahraničních soutěží v juniorské a později v seniorské kategorii. Od roku 2013 pravidelně startovala na juniorském mistrovství Evropy. V roce 2014 dosáhla na 31. místo s koněm Kashmir. Ve stejném roce vybojovala s českým týmem první a druhé místo v Poháru národů při CSIO-J v Budapešti a v Arezzu. Obsazuje přední pozice žebříčku parkurových jezdců České jezdecké federace, v roce 2019 v žebříčku zvítězila.. V roce 2015 a 2016 reprezentovala Českou republiku v Poháru národů a na Mistrovství Evropy mladých jezdců v Millstreet. V roce 2016 obsadila v celoročním žebříčku PAVO Pohár Jezdectví mezi seniory druhé místo v disciplíně Skoky a v březnu 2017 byla ve stejné disciplíně vyhlášena Českou jezdeckou federací „Jezdkyní roku 2016“ v kategorii Mladí jezdci.
V sezóně 2017 byla společně s Alešem Opatrným členkou týmu Berlin Lions, který startoval v celosvětové sérii parkurových závodů Global Champions League. V roce 2018 se seriálu Global Champions League opět zúčastnila, avšak spolu s Alešem Opatrným soutěžili za tým Prague Lions. Dalšími členy týmu se stali Niels Bruynseels, Holger Wulschner a Gerco Schröder. Tým vyhrál ve floridském Miami, ve druhém kole série Global Champions League 2018, kde předvedli Anna Kellnerová a její týmový partner, Nizozemec Gerco Schröder, skvělou jízdu. Ve stejném roce pomohla ke třetí příčce Prague Lions v Římě.
V roce 2018 jí její otec zakoupil dva koně ze stáje Paula Schockemöhleho – Silverstone G a Catch Me If You Can, na nichž předtím jezdila německá jezdkyně Laura Klaphakeová. V případě Catch Me If You Can se spekulovalo o její ceně – objevily se údaje poukazující na částku ve výši zhruba čtvrt miliardy korun, nicméně někteří lidé z oboru se domnívali, že mohla být nižší. V roce 2019 si Kellnerová na závodě v Madridu na koni Catch Me If You Can přivodila zlomeninu stehenní kosti, která jí na nějakou dobu znemožnila trénovat a účastnit se závodů.
V roce 2021 zvítězila společně s dalšími českými reprezentanty Alešem Opatrným, Kamilem Papouškem a Ondřejem Zvárou v Poháru národů při mezinárodních závodech CSIO3* Prague Cup 2021 v pražské Chuchli. Se dvěma koňmi (Catch Me If You Can a Silverstone G) se kvalifikovala na Letní olympijské hry 2020 v Tokiu. Česká jezdecká federace nominovala do parkurového týmu čtveřici Anna Kellnerová, Aleš Opatrný, Kamil Papoušek a Ondřej Zvára. Na tokijských LOH, které se konaly roku 2021, se umístila na 55. místě. 

## Podnikatelské aktivity
Na konci roku 2023 založila Anna Kellnerová společnost Classic Sagittarii, která se vedle správy vlastního majetku zaměřuje mimo jiné na chov a prodej sportovních i dostihových koní či produkci plemenných koní.